# Las Ibáñez
Las Ibáñez fue una miniserie dramática basada en la época de la independencia del Virreinato de Nueva Granada a principios del siglo XIX frente al imperio español. Narra los devaneos amorosos entre las hermanas Ibáñez y algunos de los próceres de la independencia de Colombia.

## Sinopsis
Un día Simón Bolívar indicó en inspirada frase –no exenta de atribulado reclamo amoroso– que EN COLOMBIA NO HABRÁ PAZ HASTA QUE MUERAN NICOLASA y BERNARDINA IBÁÑEZ, dos hermosas hermanas ocañeras quienes con su belleza e inteligencia cautivaron a importantes hombres de la independencia.
Nicolasa era de alta figura y tez blanca, tenía el cabello negro y lacio, su mirada era profunda y vivía con pasión la actividad política. Patriota desde su juventud, admiradora fanática del Libertador, desde 1828 animó en su quinta Santa Catalina a orillas del río Fucha, un centro de opinión política a favor de Santander.
Bernardina fue considerada en su tiempo la más bella e inteligente de todas las señoritas. Todos los testigos aseguraron que era la mujer más hermosa de la Nueva Granada en la década de 1820, pretendida por El Libertador, quien enloqueció al verla de nuevo en 1819. Era el alma de las reuniones en las quintas santafereñas de la década de 1819.
Ambas mujeres inteligentes para su tiempo, que fueron inspiración para la liberación femenina en la Nueva Granada sin importarles las críticas y rumores de la sociedad del siglo XIX tildándolas de livianas. Fueron dos damas que se mantuvieron leales a amores que les resultaron esquivos, pero asimismo fieles a las más estrictas normas de una conducta arreglada. Esta serie refleja las relaciones íntimas de Santander y Nicolasa, como de Bolívar y Bernardina, sus personalidades, sus pasiones, su fuerza y su valentía, dominadas por el corazón, ajenas a todo tipo de artificiosos convencionalismos sociales para la época.

## Elenco
- Martha Senn - Nicolasa Ibáñez Arias.
- Ruddy Rodríguez - Bernardina Ibáñez Arias “La Melindrosa”.
- Armando Gutiérrez - Antonio José Caro.
- Luis Fernando Montoya - Libertador Simón Bolívar.
- Victor Mallarino - General Francisco de Paula Santander.
- Jairo Camargo - Rafael Caro.
- Gloria Zapata - Carmen.
- Guillermo Gálvez - Ambrosio Plaza.
- Miguel Varoni - Florentino González.
- Leonardo Acosta - José Ignacio Márquez.
- Lucero Gómez - Nana Lucrecia.
- Raúl Izaguirre - Saturnino Uribe.
- Edmundo Troya
- Guillermo Vives
- Nicolas Gomez
- Norma Pinzon

## Actuaciones Especiales
- Alejandro Buenaventura - Don Antonio Miguel Ibáñez, papá de Nicolasa y Bernardina.
- Alicia del Carpio - Doña Manuela Jacoba Arias, mamá de Nicolasa y Bernardina.

## Ficha técnica
- Asesoría Histórica - Alfonso López Michelsen.
- Argumentos y Libretos - Martha Bossio de Martínez.
- Dirección General - Bernardo Romero Pereiro.
- Asistente de Dirección - María Fernanda Arbelaez.
- Producción - Margarita Ochoa.
- Script - Laura Reyes Méndez.
- Ambientación y Utilería - María Mercedes Isaacs y Víctor Sánchez.
- Diseño de Vestuario - Pedro Nel López.
- Jefe De Maquillaje y  Peinados - Herlinda Cuervo / Alfredo Salamanca.
- Fotografía - Ellen Reigner de Casas.
- Cámaras - Humberto García / Alfonso Lara.
- Video - Iván Piedrahita
- Sonido - Edgar Rico.
- Música Original - Josefina Severino

- Datos: Q25403121